# Кола Микери (Савона)
Кола Микери је насеље у Италији у округу Савона, региону Лигурија.
Према процени из 2011. у насељу је живело 29 становника. Насеље се налази на надморској висини од 161 м.